# Réserve naturelle du cratère Astroni
La réserve naturelle du cratère Astroni (en italien : Riserva naturale Cratere degli Astroni) est un espace naturel protégé créée en 1987 dans les communes de Naples et Pouzzoles, ville métropolitaine de Naples en Campanie,.

## Territoire

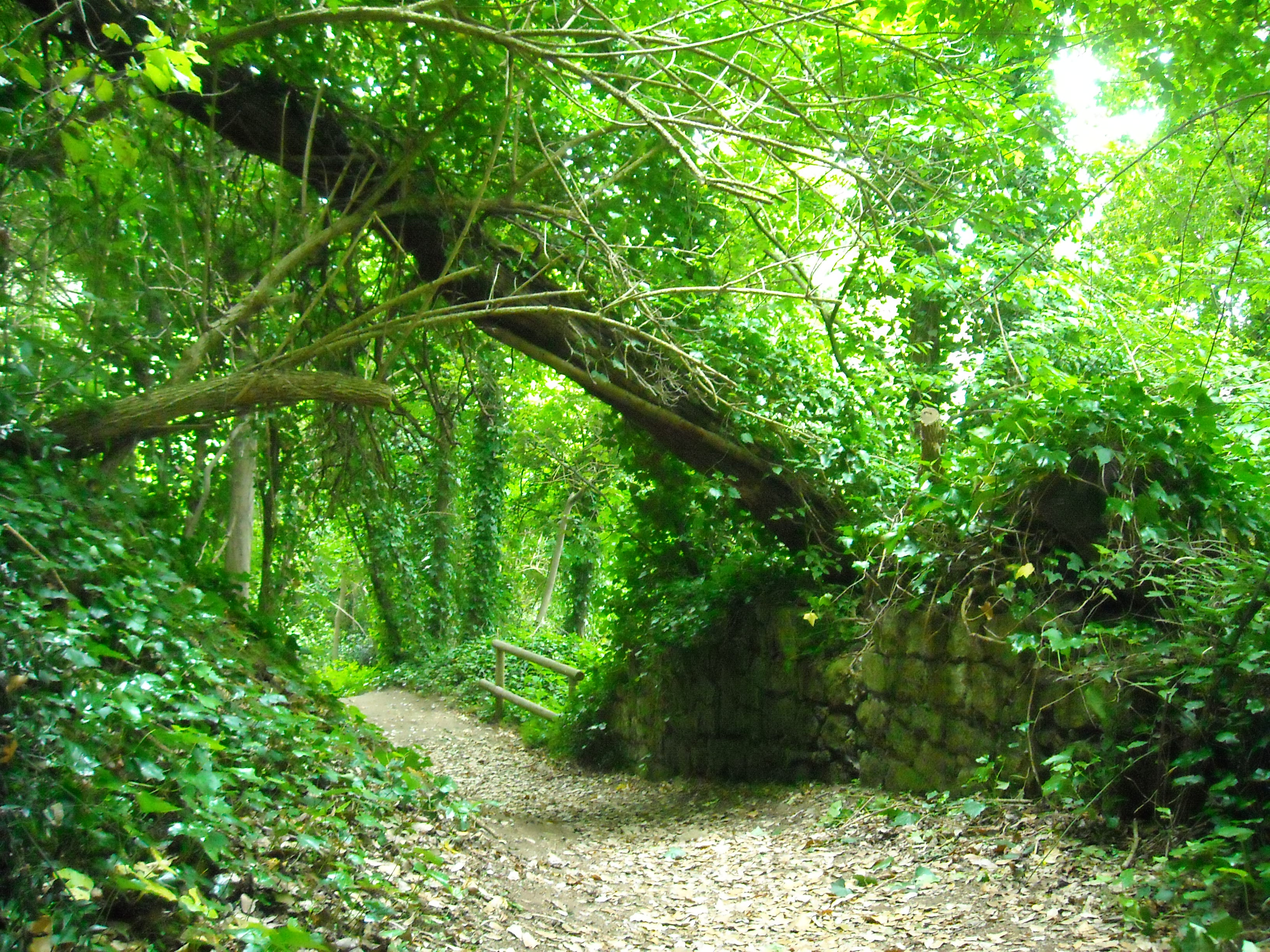
Le sentier botanique

Le cratère Astroni est un volcan éteint et  l'un des plus grands parmi la trentaine que l'on trouve dans la zone volcanique des Champs Phlégréens et intégré au parc régional des Champs Phlégréens. 
Il est certainement le mieux conservé dans sa structure, il est traversé de sentiers naturels et d'observatoires d'oiseaux, équipés de panneaux explicatifs et de panneaux d'affichage, pour un total de 15 km de parcours diversifiés. Jusqu'en 2005, il abritait un important centre de récupération de la faune.
A l'intérieur du cratère se trouvent 3 collines qui occupent une grande partie de sa surface. La zone sud-ouest est plate avec trois petits étangs (le plus grand s'appelle "Lago Grande") riches en espèces animales et végétales. Sous le règne des Bourbons, il fut l'un des sites de chasse royaux, où les souverains organisaient des chasses notamment au sanglier et au cerf. L'activité éruptive s'est manifestée par 7 éruptions différentes, qui ont commencé il y a environ 4.100 ans et se sont terminées environ un siècle plus tard. Les éruptions étaient principalement de nature phréatomagmatique (explosive) et en partie effusive, avec des émissions de lave qui ont généré certains reliefs internes.

## Description
La réserve naturelle est gérée par le WWF italien qui se trouve conjointement dans un site d'importance communautaire (ZPS-IT8030007) du réseau Natura 2000  une zone de protection spéciale (ZPS-IT8030007) de la Directive Oiseaux .

### Liens connexes
- Liste des parcs régionaux italiens
- Champs Phlégréens
- Parc régional des Champs Phlégréens